# Cantons de la Federació de Bòsnia i Hercegovina

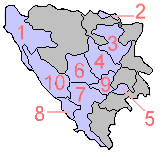
Cantons de la Federació de Bòsnia i Hercegovina

La Federació de Bòsnia i Hercegovina està dividida en 10 cantons (kantoni en bosnià, županije en croat, кантони en serbi).
Cada cantó té el seu propi govern amb un gabinet liderat pel primer ministre. Dels 10 cantons, cinc són de majoria bosniana, tres de majoria croata, i dos són mixtes des del punt de vista ètnic.
| #  | Escut | Cantó                  | Nom oficial                                                         | Capital      | Etnicitat |
| -- | ----- | ---------------------- | ------------------------------------------------------------------- | ------------ | --------- |
| 1  |       | Una-Sana               | Unsko-sanski Kanton                                                 | Bihac        | bosniana  |
| 2  |       | Posavina               | Županija Posavska                                                   | Orasje       | croata    |
| 3  |       | Tuzla                  | Tuzlanski Kanton                                                    | Tuzla        | bosniana  |
| 4  |       | Zeinca-Doboj           | Zeničko-Dobojski Kanton                                             | Zenica       | bosniana  |
| 5  |       | Podrinje Bosnià        | Bosanskopodrinjski Kanton                                           | Gorazde      | bosniana  |
| 6  |       | Bòsnia Central         | Srednjebosanski/Županija Središnja Bosna                            | Travnik      | mixt      |
| 7  |       | Hercegovina-Neretva    | Hercegovačko-neretvanski Kanton / Županija Hercegovačko-neretvanska | Mostar Est   | mixt      |
| 8  |       | Hercegovina Occidental | Županija Zapadnohercegovačka                                        | Mostar Oest  | croata    |
| 9  |       | Cantó de Sarajevo      | Kanton Sarajevo / Županija Vrhbosanska                              | Sarajevo     | bosniana  |
| 10 |       | Cantó 10               | Kanton 10                                                           | Tomislavgrad | croata    |